# 安徽省萧县中学
安徽省萧县中学，是安徽省宿州市的一所高级中学，为安徽省示范高中。

## 校史
萧县中学创建于1942年。1948年，校址定于萧县城南梅村。1953年，学校被确定为江苏省省属重点中学。1955年，因区划调整萧县由江苏省划归安徽省，学校被确定为安徽省重点中学。2000年4月，获批为安徽省示范性普通高中。

## 现状
学校现有教职工428人，其中专任教师340人，特级教师3名。占地面积210亩，建筑面积10万多平方米，在校学生7500余人。图书馆藏书30万册。

## 知名校友
- 丁林：中国科学院院士
- 沈浩：原小岗村党支部第一书记
- 邓伟志：原民进中央副主席